# Mario Toso
Mario Toso SDB (ur. 2 lipca 1950 w Mogliano Veneto) – włoski biskup katolicki, biskup diecezji Faenza-Modigliana od 2015.

## Życiorys
22 czerwca 1978 otrzymał święcenia kapłańskie w zakonie salezjanów. Przez kolejne cztery lata studiował w Mediolanie oraz na Papieskim Uniwersytecie Salezjańskim. W latach 1980–2011 był wykładowcą Uniwersytetu Salezjańskiego. W latach 1994–2000 pełnił funkcję dziekana wydziału filozofii, zaś w latach 2003-2009 był rektorem uczelni.
22 października 2009 został mianowany przez Benedykta XVI sekretarzem Papieskiej Rady Iustitia et Pax (zastępując na tym stanowisku abp Giampaolo Crepaldiego) oraz biskupem tytularnym Bisarcio. Sakry biskupiej 12 grudnia 2009 udzielił mu kardynał Tarcisio Bertone.
19 stycznia 2015 Franciszek mianował go biskupem ordynariuszem diecezji Faenza-Modigliana. Ingres odbył się 15 marca 2015.